# Доминго Бургеньо (стадион)
Доминго Бургеньо (исп. Estadio Domingo Burgueño) — футбольный стадион в уругвайском городе Мальдонадо.
Стадион является основной частью спортивного комплекса Мальдонадо (Campus Municipal de Maldonado).
Стадион был открыт в 1944 году, в 1994 году был существенно реконструирован и расширен перед Кубком Америки 1995, который прошёл в Уругвае и закончился победой хозяев. Из всех провинциальных стадионов, улучшенных к этому турниру, «Доминго Бургеньо» стал самой успешной ареной — здесь сборная Уругвая в 1997—2000 гг. провела два товарищеских матча и игру отборочного турнира к чемпионату мира 1998 года. На момент реконструкции, стадион вмещал 25 тыс. зрителей. Сейчас же вместимость уменьшена до 20 тыс. На Кубке Америки была зафиксирована крайне низкая посещаемость, в том числе на матч группового этапа Мексика — Венесуэла пришло лишь 700 зрителей.
На стадионе выступает клуб «Депортиво Мальдонадо», выступавший в 1999—2006 гг. в Высшем дивизионе чемпионата Уругвая.

## Матчи сборной Уругвая
- 16 ноября 1997. Отборочный турнир к ЧМ 1998. Уругвай — Эквадор — 5:3
- 17 ноября 1999. Товарищеский матч. Уругвай — Парагвай — 0:1
- 17 февраля 2000. Товарищеский матч. Уругвай — Венгрия — 2:0[1]

## Крупные турниры
- Кубок Америки 1995

Три из шести матчей группы B прошли на «Доминго Бургеньо», другие игры прошли на Сентенарио:
| 6 июля 1995                 | \| Парагвай \| 2:1 \| Мексика \| \| Кардосо 63′ · Саманьего 73′ \| Голы \| Луис Гарсия 44′ \| | Доминго Бургеньо, Мальдонадо Зрителей: 5 000 Судья: Альфредо Родас |
| Парагвай                    | 2:1                                                                                           | Мексика                                                            |
| Кардосо 63′ · Саманьего 73′ | Голы                                                                                          | Луис Гарсия 44′                                                    |

| 9 июля 1995                                       | \| Мексика \| 3:1 \| Венесуэла \| \| Луис Гарсия 41′ (пен.), 57′ (пен.) · Эспиноса 76′ \| Голы \| Кампос 65′ (авт.) \| | Доминго Бургеньо, Мальдонадо Зрителей: 700 Судья: Рауль Домингес |
| Мексика                                           | 3:1 | Венесуэла                                                        |
| Луис Гарсия 41′ (пен.), 57′ (пен.) · Эспиноса 76′ | Голы | Кампос 65′ (авт.)                                                |

| 12 июля 1995                               | \| Парагвай \| 3:2 \| Венесуэла \| \| Кардосо 35′ · Вильямайор 64′ · Гамарра 83′ \| Голы \| Миранда 13′ · Дольгетта 68′ \| | Доминго Бургеньо, Мальдонадо Зрителей: 2 000 Судья: Оскар Руис |
| Парагвай                                   | 3:2 | Венесуэла                                                      |
| Кардосо 35′ · Вильямайор 64′ · Гамарра 83′ | Голы | Миранда 13′ · Дольгетта 68′                                    |

Полуфинал:
| 20 июля 1995 | \| Бразилия \| 1:0 \| США \| \| Алдаир 13′ \| Голы \| \| | Доминго Бургеньо, Мальдонадо Зрителей: 8 000 Судья: Альфредо Родас |
| Бразилия     | 1:0                                                      | США                                                                |
| Алдаир 13′   | Голы                                                     |                                                                    |

Матч за третье место:
| 22 июля 1995                                               | \| Колумбия \| 4—1 \| США \| \| Киньонес 30′ · Вальдеррама 38′ · Асприлья 50′ · Ринкон 76′ \| Голы \| Мур 52′ (пен.) \| | Доминго Бургеньо, Мальдонадо Зрителей: 2 500 Судья: Сальвадор Императоре |
| Колумбия                                                   | 4—1 | США                                                                      |
| Киньонес 30′ · Вальдеррама 38′ · Асприлья 50′ · Ринкон 76′ | Голы | Мур 52′ (пен.)                                                           |

- Чемпионат Южной Америки для игроков не старше 17 лет 1999 года
- Чемпионат Южной Америки для игроков не старше 20 лет 2003 года
- Чемпионат Южной Америки по Регби-7 2008 года